# Finn Sørensen
Finn Sørensen (født 28. december 1946 i Tagensbo Sogn, København) er en dansk ekspolitiker, som var medlem af Folketinget for Enhedslisten fra 2011 til 2019, og næstformand for partiets folketingsgruppe. Han var politisk aktiv på den danske venstrefløj fra slutningen af 1960'erne, og har blandt andet haft flere formands- og næstformands-poster i fagbevægelsen.

## Karriere
Finn Sørensen blev født i 1946 som barn af to fabriksarbejdere Erik Sørensen og Astrid Sørensen. Han blev student i 1965 og aftjente fra samme år værnepligt frem til 1967, blev derefter indskrevet på Københavns Universitet, men droppede dette igen. Han havde i perioden 1968 til 1972 en lille karriere som musiker, forfatter og skuespiller i forbindelse med venstreorienterede politiske teatre og musikgrupper, blandt andre Røde Mor og De Røde Raketter.
Fra 1967 til 1979 havde Finn Sørensen flere forskellige jobs, men var fra 1979 fast ølchauffør for Tuborg frem til 1986, hvor han blev formand for De Mandlige Bryggeriarbejders Fagforening i København, fra 1987 til 2005 formand for Bryggeriarbejdernes Fagforening København, og fra 2005 og frem til valget i 2011 næstformand i 3F's Industri og Service København.
I starten af 1970'erne var Finn Sørensen med i KA m-l, som han på et tidspunkt var formand for, men efter dette partis nedlæggelse gik han i 1983 over til VS. Han var i 1986 med til at stifte Fælles Kurs, men gik hurtigt tilbage til VS. Dernæst var han med til at stifte Enhedslisten i 1989.
Ved folketingsvalget i 2011 blev Finn Sørensen valgt for Enhedslisten. Han er valgt i Københavns Storkreds og fik tredjeflest stemmer blandt Enhedslistens kandidater i Københavns Storkreds, i alt 678.. Det var anden gang, Finn Sørensen var opstillet til folketingsvalg for Enhedslisten. Efter valget blev han socialordfører og ordfører vedrørende Grønland og Færøerne. Han var medlem af Beskæftigelsesudvalget, Europaudvalget, Færøudvalget, Grønlandsudvalget, Nordisk Råd og Socialudvalget. I 2013 blev han næstformand for Enhedslistens folketingsgruppe.
Finn Sørensen har også skrevet en masse artikler til tidsskrifter og aviser, blandt andet til Dagbladet Arbejderen, Kritisk Debat og Solidaritet.
Den 8. september 2013 var Finn Sørensen med til officielt at nedlægge foreningen Venstresocialisterne.
I Februar 2021 gik hans sang "Sæt Lærkesletten Fri" direkte ind på en første plads på Dansktoppen. Sangen er en protestsang, som protesterer mod det planlagte byggeri på Lærkesletten på Amager Fælled.